# Municipio de Pennsville
El municipio de Pennsville (en inglés: Pennsville Township) es un municipio ubicado en el condado de Salem  en el estado estadounidense de Nueva Jersey. En el año 2010 tenía una población de 1,773 habitantes y una densidad poblacional de 208 personas por km².

## Demografía
Según la Oficina del Censo en 2000 los ingresos medios por hogar en el municipio eran de $47,250 y los ingresos medios por familia eran $57,340. Los hombres tenían unos ingresos medios de $45,523 frente a los $29,629 para las mujeres. La renta per cápita para la localidad era de $22,717. Alrededor del 4.9% de la población estaba por debajo del umbral de pobreza.